# 宁芙号小巡洋舰
宁芙号小巡洋舰是德意志帝国于1890年代末至1900年代初所建造的十艘瞪羚级小巡洋舰的三号舰，以希腊神话人物宁芙命名。瞪羚级是早期无防护巡洋舰与通报舰的设计巅峰，结合了两种舰型的优点，成为德国舰队未来所有小巡洋舰的鼻祖。为了能与演习舰队（即公海舰队的前身）共同作战并作为一艘境外舰服役，它装备了十门105毫米40倍径速射炮，最高航速达21.5節（39.8每小時）。
宁芙号于战前服役生涯的大部分时间内都是担任训练舰，先是在鱼雷监察局，然后是舰炮监察局。在此期间，它还经常陪同德皇威廉二世搭乘的皇家游艇霍亨索伦号出访海外。该舰于1909年退役，直到1914年8月第一次世界大战爆发时才重新启用，并被部署至易北河口支援岸防部队至1915年末。在战争余下的时间里，它被用作宿营船和静态训练船。
宁芙号是《凡尔赛条约》允许战后国家海军继续使用的六艘巡洋舰之一，并在1920年代初进行了现代化改造，然后于1924年重新服役。整个1920年代，它一直是舰队轻型部队在波罗的海的旗舰，并曾两次前往大西洋和地中海进行大型训练巡航。该舰于1929年退役并改作宿营船，直至1931年正式从海军序列中除籍并售予拆船商。它最终于1932年在汉堡拆解报废。

## 设计
在为德意志帝国海军建造了鵟級巡洋艦和赫拉号通报舰之后，国家海军办公室的造舰局开始筹备一款新型的轻巡洋舰设计，该设计结合了两个舰种的最佳属性。设计者必须研发一款配备装甲保护的小巡洋舰，并具有舰队作战所需航速、火力和稳定性的最优组合，以及在海外德国殖民地站点间运行所需的续航能力。由此诞生的瞪羚级为德国舰队于1914年以前建造的所有小巡洋舰提供了官方设计基础。作为同级的三号舰，宁芙号免除了前两艘舰所采用的镶木和包铜船体。随后的所有同级舰都复制了这项变动。
宁芙号的全长为105.1米，有12.20米的舷宽和4.11米的前吃水。其标准排水量2659吨，在满载情况下则可达3017吨。舰只的推进系统由泰格尔日耳曼尼亚股份公司生产的两台四缸三胀式蒸汽机组成，额定功率为8,000匹公制馬力（5,900千瓦特），最高速度达21.5節（39.8每小時）。发动机由八台桑尼克罗夫特燃煤水管锅炉提供动力。宁芙号可贮存500吨煤，故此得以10節（19每小時）的速度续航3,570海里（6,610）。舰只的标准船员编制则为14名军官及243名水兵。
宁芙号的主炮为单座安装、配备炮挡的十门105毫米40倍径速射炮。其中两门并排布置在艏艛前方，六门设于舰舯、每边各三门，以及两门并排布置在舰艉。它们的射程为12200米，并配备1000发弹药，其中每炮100发。该舰还装备有两具450毫米鱼雷发射管及八枚鱼雷，均以以浸没式安装在舷侧的船体内。在装甲方面，尼俄伯号受到20－25毫米厚的装甲甲板保护。司令塔的侧面有80毫米厚、顶面为20毫米厚。炮挡的厚度也有50毫米。

## 服役历史

### 建造－1904年

宁芙号于1904年

宁芙号是根据合同代号“A”作为新增编入舰队的单位订购，并于1898年在基尔的日耳曼尼亚船厂开始架设龙骨。它于1899年11月21日下水，之后展开舾装工作。在下水仪式中，汉堡市长海因里希·克鲁格在吕贝克参议员埃米尔·沃普曼的陪同下发表演讲。命名仪式结束后，克鲁格通过电报知会了此时正身处英国温莎城堡的德皇威廉二世。由于当日恰逢其母亲维多利亚的生日，德皇对此表示高兴。1900年9月20日，舰只正式投入演习舰队（Übungsflotte，即公海舰队前身）服役，随即展开海试。其首任舰长为海军上校胡戈·蔡尔。
1901年1月，宁芙号的海试进程被迫中断，因它被指派为皇家游艇霍亨索伦号的护航巡洋舰，陪同威廉二世前往英国参加其外祖母维多利亚女王的葬礼。舰只于1月26日至2月5日驻泊于朴茨茅斯，之后相继到访英国的施尔尼斯和荷兰的弗利辛恩。它于2月8日返回德国水域并恢复海试，海试于次月完成。3月，已准备好入役的宁芙号并未加入舰队，而是分配至鱼雷监察局用作鱼雷试验舰，这是它在接下来的四年中所担任的角色。与此同时，海军少校格奥尔格·沙伊贝尔接替蔡尔担任舰长。1901年6月，宁芙号在基尔赛船周期间再次为霍亨索伦号提供护航。它还参加了8月和9月举行的年度舰队演习，并在俄国沙皇尼古拉二世访问德国期间列席海上阅兵。10月，海军少校京特·冯·克罗西克又取代沙伊贝尔接过舰只的指挥权。
1902年，除了鱼雷测试任务外，宁芙号还三次为霍亨索伦号提供护航：第一次是6月出席基尔周，随后于7月巡航前往挪威；第二次是8月到访雷瓦尔与尼古拉二世再度会晤——在此期间，宁芙号与同行的德舰携俄国波罗的海舰队参加了联合舰队演习；11月的第三次则是出访英国，随威廉二世探望其叔父、英国国王爱德华七世。在后两次行程之间，宁芙号还参与了8月底至9月初举行的德国舰队演习，而海军上尉阿尔贝图斯·彼得鲁斯基于9月至10月期间曾短暂指挥该舰，之后是瓦尔特·福伊特少校。至当年年底，其船员被临时缩编，以便在冬季进行定期保养。
海军上尉维利巴尔德·格劳尔曾于1903年1月至2月临时指挥该舰，随后又恢复为福伊特少校。这一年，宁芙号再次陪同霍亨索伦号参与了4月2日至6日的出访哥本哈根（期间威廉二世拜会了丹麦国王克里斯蒂安九世）、6月的基尔周，以及7月德皇的挪威巡航之旅。该舰于8月11日回到斯维内明德，然后加入舰队，参加当月下旬至9月举行的年度演习。与上年一样，它度过了一个裁减编制以进行维修保养的冬天，此时由威廉·施塔默少校指挥，至12月由格劳尔复任。在1904年重新启用后，宁芙号与鱼雷试验舰尼普顿号（前铁甲巡防舰腓特烈·卡尔号）一同展开前往挪威水域的训练巡航，从3月16日持续至4月3日，其中包括鱼雷试射。宁芙号也参加了同年的年度舰队演习，至9月，海军少校莱贝雷希特·马斯接任该舰舰长。

### 1905－1914年

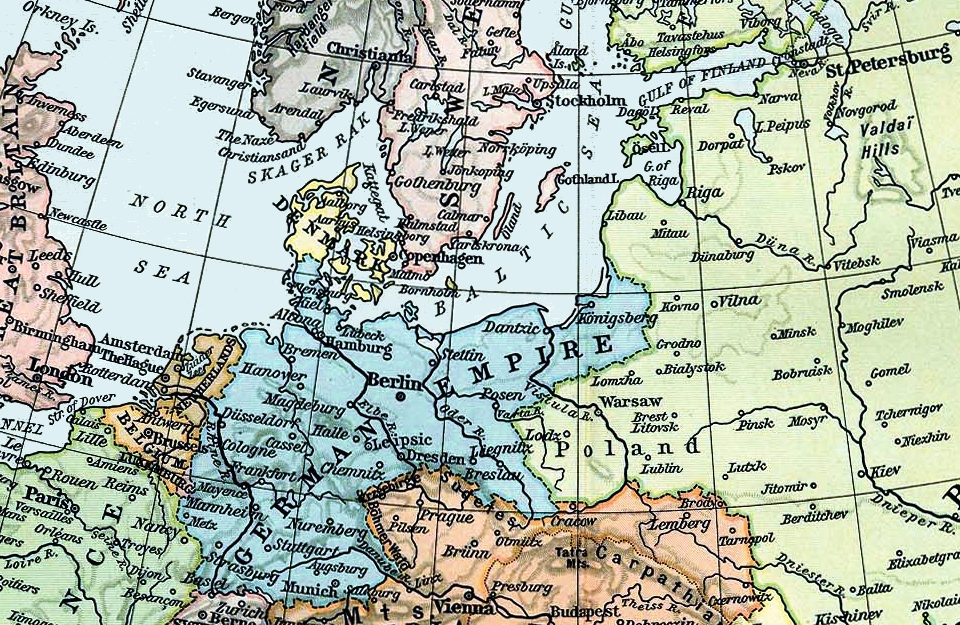
1911年的北海及波罗的海时局图

1905年1月11日，新的前无畏战列舰施瓦本号取代宁芙号成为主要的鱼雷试验舰；3月30日，宁芙号又反过来取代了旧的巡洋护卫舰奥尔加号。与此同时，海军少校卡尔·贝姆成为该舰指挥官，并一直任职至同年9月。为此，宁芙号从鱼雷监察局转配至舰炮监察局，以炮术训练舰的身份在那里服役了两年。1905年5月，它在新部队参加了第一次操练，并列席了在黑尔戈兰岛至多佛尔海峡间举行的公海帆船赛。从8月1日至7日，宁芙号与姊妹舰温蒂妮号连同三艘填满木栓的老式鱼雷艇一起巡航，充当鱼雷标靶。
贝姆少校于1906年1月重掌舰只的指挥权。4月至5月，宁芙号与德国舰队的训练舰一同执行任务，其此时的编制隶属于军校和训练舰部队。同年6月，它再次列席多佛尔－黑尔戈兰帆船赛。海军少校海因里希·特伦德特尔则接替此时已晋升为中校的贝姆担任舰长。11月17日，在波罗的海西部的训练中，温蒂妮号与鱼雷艇S-126号相撞并导致后者沉没；宁芙号协助了鱼雷艇上的船员进行救援工作。宁芙号其后继续其炮术训练任务，其中包括1907年4月第一次在德意志湾进行舰队射击练习；在此之前，它的训练活动仅限于波罗的海。当时它可能还参加了该地区的舰队演习。
1907年5月至6月，宁芙号驶入威廉港帝国船厂的旱坞进行了重新武装。它保留了十门105毫米口径炮中的六门，惟右舷的四门被四门88毫米炮和两门52毫米炮取代，以使可用于训练的火炮类型多样化。此后，它被指定为“自动火器训练舰”。该舰于7月2日重新启用；在8月的舰队演习期间，她被编入临时成立的第三（机动）分舰队服役。在8月31日的演习进程中，岸防舰伏里施乔夫号意外地从左舷艉部撞击了宁芙号；宁芙号被迫前往基尔，于9月19日在当地退役维修。工程完成后，宁芙号在没有重新入役的情况下被转移至但泽。由于接替宁芙号的美杜莎号按计划需要在1908年初进行定期维护，因此宁芙号得以于5月23日重新启用，并一直服役到1909年2月。在此期间，舰只一直驻扎在松德堡，直至它被更新的小巡洋舰斯图加特号所取代。宁芙号随后退役并作储备安置，在接下来的五年中一直封存在那里。

### 第一次世界大战
当1914年7月第一次世界大战爆发后，宁芬号于8月8日重新入役，作为港口区舰队的旗舰负责守卫易北河口。此时它是装备了原本的十门105毫米炮抑或是保留了炮术训练舰的武器则已无从考究。区舰队司令最初是由海军中校恩斯特·埃韦尔斯，他同时也是宁芙号的舰长；至1915年1月，这两个职位改由海军中校埃里希·格拉夫·冯·齐柏林担任。在此期间，该舰几乎没有任何活动，齐柏林遂于1915年8月离舰，宁芙号则于9月1日撤出前线服役。此后，它被分配至鱼雷监察局，恢复了其最初作为鱼雷训练舰的职责。宁芙号以此身份一直服役至1916年11月1日，当时它退役并解除了武装。但它仍然隶属于鱼雷监察局，被用作宿营船和静止训练船。

### 国家海军役期
战争结束后，宁芙号成为《凡尔赛条约》允许德国保留的六艘巡洋舰之一。1920年11月4日，它被带到威廉港，从1922年11月到1924年初在德意志船厂进行广泛的现代化改造。其原有的撞角式舰艏被重建为飞剪式舰艏，这使舰只的全长增加至108.7米。它获得了一根新的桅杆，以及一门装备在U艇上的105毫米45倍径新舰炮。同样新增的还有安装在甲板发射器内的一对500毫米鱼雷发射管。宁芙号于1924年11月30日重新入役以进行海试，并由海军上校恩斯特·宾德塞尔担任新国家海军时代的首任舰长。随后，它于12月18日获委任为海军波罗的海轻型部队司令（Befehlshabers der leichten Seestreitkräfte der Ostsee）的旗舰，受海军少将伊万·奥尔德科普指挥。海军中校格奥尔格·克莱内则于1925年1月接替了宾德塞尔的职务。这一年除了例行的训练演习外，宁芙号还于6月25日至30日到访了挪威的默罗克。9月25日，奥尔德科普的部队司令职务被海军少将弗朗茨·魏廷取代。
1926年，宁芙号参加了前往大西洋和地中海的大型训练巡航，期间曾多次在西班牙驻泊，包括5月20日至24日的加的斯和马翁、5月27日至29日的梅诺卡，6月1日至8日的马拉加以及6月12日至13日的维戈。返回德国后，它参加了8月举行的舰队演习。9月4日至5日，该舰出访挪威的斯卡恩，之后海军中校弗里茨·康拉德接替克莱内担任舰长，而魏廷则于1927年3月16日由海军上校维尔弗里德·冯·勒文费尔德接替。宁芙号于1927年展开了更多的海外访问，期间曾在比斯开湾遭遇高达蒲氏10－12级的飓风，造成转向装置受损。它遂于4月2日至14日在费罗尔进行维修，之后相继于4月17日至20日在圣克鲁斯、4月24日至5月2日在马拉加的拉鲁兹、5月3日至9日在加那利群岛的兰萨罗特、5月14日至23日在亚述尔群岛的奥尔塔和蓬塔德尔加达、6月3日至7日在塞维利亚和6月7日至8日在加的斯停留。返回德国后，该舰再度参加了舰队演习。
1928年7月，宁芙号参与了前往挪威的舰队巡航，其中包括在卑尔根和于尔维克停留。舰队在返回德国后又进行了一系列的训练演习，其中在9月，海军中校沃尔夫·冯·特罗塔接替康拉德，出任该舰的末任舰长。海军少将瓦尔特·格拉迪施则于10月15日接替了勒文费尔德，尽管宁芙号仍然担任格拉迪施的旗舰，但仅六个月之后，便于1929年4月16日在基尔退役；它的角色由新型轻巡洋舰柯尼斯堡号所取代。宁芙号以宿营船身份获得短暂留存，直到1931年3月31日才正式从海军序列中除籍。它于8月29日作价61500马克出售，次年在汉堡拆解报废。